# Kelly B. Jones
Kelly Bronwen Jones (* 1983 in Singapur) ist eine thailändisch-walisische Schauspielerin, Synchronsprecherin, Moderatorin und Model. Sie ist Direktorin der IPC Green International Preschool and Nursery.

## Leben
Jones ist die Tochter einer Thailänderin und eines Walisers und wurde in Singapur geboren. Sie wuchs in Hongkong sowie Bangkok auf und verbrachte einige Zeit in Sydney. Im Teenageralter begann sie ihre Schauspiellaufbahn über das Musiktheater. Später absolvierte sie ein Medien- und Filmmachenstudium. Auf der Bühne wirkte sie in mehreren Stücken der Theatergruppe Peel the Limelight mit. Als Model war sie in den thailändischen Werbespots unter anderen für Ford, Uber, BMW, Amazon, Stelara und Pepsodent zu sehen. Zudem ist sie als Synchronsprecherin tätig.
Jones wirkte 2009 in einer Nebenrolle im Film The Marine 2. Es folgten mehrere Besetzungen in Kurzfilmen. 2017 folgten Besetzungen in den The-Asylum-Filmproduktionen King Arthur and the Knights of the Round Table in der Rolle der Jenna und in Troy: The Odyssey in der Rolle der Penelope. 2019 war sie in vier Episoden der Fernsehserie Strike Back in der Rolle der Madison zu sehen. 2019 folgte eine Nebenrolle im Film The Cave. Weitere Rollen hatte sie in Haphazard und Hitman Undead im selben Jahr, 2020 in Death of Me sowie 2021 in The Letting Go und The Severance Theory: Welcome to Respite zu sehen.

## Filmografie (Auswahl)
- 2009: The Marine 2
- 2010: Pandora’s Legacy (Kurzfilm)
- 2010: Nomads (Fernsehfilm)
- 2011: The Bumdog and the Bargirl (Kurzfilm)
- 2011: The Answer Within (Kurzfilm)
- 2015: Trafficker
- 2017: King Arthur and the Knights of the Round Table
- 2017: Troy: The Odyssey
- 2018: Back in Bangkok (Fernsehserie)
- 2018: Product Wars (Kurzfilm)
- 2019: Strike Back (Fernsehserie, 4 Episoden)
- 2019: Haphazard
- 2019: The Cave
- 2019: Hitman Undead
- 2020: The Show Must Go Online (Fernsehserie, Episode 2x01)
- 2020: Connected (Kurzfilm)
- 2020: Death of Me
- 2021: The Letting Go
- 2021: The Severance Theory: Welcome to Respite
- 2021: Cello (Kurzfilm)
- 2023: Sheroes
- 2023: The Flood
- 2023: Operation Watchtower – Drei Tage in der Hölle (3 Days in Malay)
- 2024: Three
- 2024: Latency
- 2024: Kiss of the Con Queen
- 2024: The Lockdown

## Synchronisationen (Auswahl)
- 2020: Adversary (Computerspiel)
- 2022: Geliebtes Meer (Sea of Love, Zeichentrickserie)